# Lipocarpha raynaleana
Lipocarpha raynaleana är en halvgräsart som beskrevs av Ethirajalu Govindarajalu. Lipocarpha raynaleana ingår i släktet Lipocarpha och familjen halvgräs. IUCN kategoriserar arten globalt som otillräckligt studerad. Inga underarter finns listade i Catalogue of Life.